# کایلی بارتون
کایلی گرین  که پس از ازدواج با همسرش کرستی بارتون نام خانوادگی بارتون را انتخاب کرد، (انگلیسی: Kayleigh Barton؛ زادهٔ ۲۲ مارس ۱۹۸۸) بازیکن فوتبال اهل بریتانیا است که در حال حاضر برای باشگاه فوتبال زنان چارلتون اتلتیک در پست مهاجم بازی می‌کند. 
وی همچنین در تیم ملی فوتبال زنان ولز بازی کرده است.

## اوایل زندگی
کایلی بارتون در کاردیف متولد شد و در منطقه لانِدایرن این شهر بزرگ شد. او یکی از چهار فرزند دیو و کتی سلوود است و سه برادر دارد. او در دوران نوجوانی فوتبال بازی می‌کرد اما در سن ۱۶ سالگی بازی منظم را کنار گذاشت و مشغول به انجام چندین شغل مختلف شد. کایلی بارتون در شعبه‌های فروشگاه‌های تسکو و موریسونز، همچنین در یک مرکز تماس کار کرده و در کالج، لوله‌کشی خوانده است.

## دوران باشگاهی
کایلی بارتون در سال ۲۰۱۲ تصمیم گرفت دوباره به فوتبال بزرگسالان بازگردد و به تیم کاردیف سیتی پیوست. او در سال ۲۰۱۶ به یئوویل تاون ملحق شد و در این مدت، مدتی را به‌صورت قرضی در تیم ایتالیایی کیئتی کالچو فمینیله سپری کرد و پنج بار برای این تیم در سری بی به میدان رفت.
در سال ۲۰۱۸، بارتون پس از پایان قراردادش با یئوویل، به باشگاه برایتون اند هوو آلبیون در اف‌ای دبلیو‌اس‌ال ۱ پیوست. پیش از پیوستن به برایتون، بارتون به صورت تمام‌وقت کار می‌کرد و در کنار آن فوتبال بازی می‌کرد.

### فصل ۲۱–۲۰۲۰
در تاریخ ۱۸ اکتبر ۲۰۲۰، در جریان تساوی ۲–۲ در بازی خارج از خانه مقابل تیم اورتون، بارتون توسط داور بازی، لوسی الیور، دو کارت زرد دریافت کرد اما از زمین اخراج نشد. مربی تیم "تافی‌ها"، ویلی کرک به بی‌بی‌سی اسپورت گفت: «اشتباه داور واقعاً ناراحت‌کننده بود.»

### چارلتون اتلتیک
در ۱۹ ژوئیه ۲۰۲۳، اعلام شد که بارتون با قراردادی یک‌ساله به تیم چارلتون پیوسته است.

## دوران ملی
بارتون نخستین بار در سال ۲۰۱۲ برای تیم ملی فوتبال زنان ولز مقابل تیم نروژ به میدان رفت.
بارتون در فهرست تیم ولز برای حضور در جام زنان قبرس ۲۰۱۶ قرار گرفت. او در این مسابقات، در تاریخ ۲ مارس ۲۰۱۶، در برابر تیم فنلاند گلزنی کرد و در دقیقه ۳۴ توپ را وارد دروازه کرد.
بارتون در فهرست تیم ملی ولز برای جام زنان قبرس ۲۰۱۸ نیز به عنوان مهاجم قرار داشت. مربی تیم ولز، جین لادلو تصمیم گرفت بارتون را که پیش‌تر در پست مدافع بازی می‌کرد، در خط حمله مقابل تیم فنلاند قرار دهد؛ بارتون در همان مسابقه موفق به گلزنی شد.
بارتون عضوی از تیم ملی ولز بود که به عنوان نایب‌قهرمان جام پیناتار ۲۰۲۳ دست یافت.
در ۱۹ اکتبر ۲۰۲۴، بارتون به اردوی تیم ولز برای مرحله پلی‌آف مقدماتی اروپا فراخوانده شد.

## زندگی شخصی
کایلی گرین در مصاحبه‌ای در سال ۲۰۲۲ اعلام کرد که قرار است با هم‌تیمی سابق خود در برایتون، کرستی بارتون ازدواج کند؛ مراسم ازدواج آن‌ها در سال بعد برگزار شد. در ۱۰ فوریه ۲۰۲۴ اعلام شد که گرین از این پس با نام کایلی بارتون شناخته خواهد شد.